# باند گذار

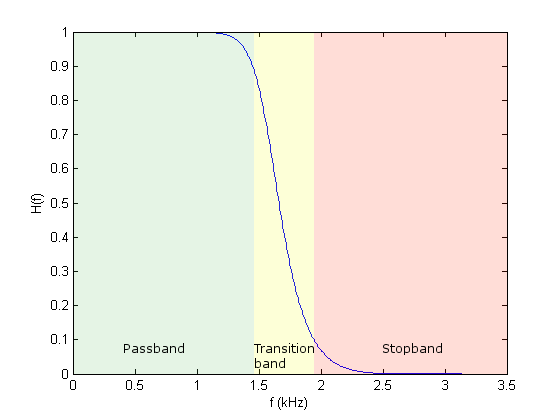
نمودار پاسخ فرکانسی یک فیلتر باترورث و پایین‌گذر، با فرکانس قطع ۲ کیلوهرتز.

باند گُذار یا باند گُذَرا (به انگلیسی: Transition band) که دامنه (به انگلیسی: skirt) نیز نامیده می‌شود، محدوده‌ای از فرکانس‌ها است که امکان گذر بین یک باندگذر و یک باندنگذر فیلتر پردازش سیگنال را فراهم می‌کند. باند گذار توسط یک باندگذر و یک فرکانس قطع باندنگذر یا فرکانس گوشه تعریف می‌شود.
این ناحیه بین جایی است که فیلتر «گوشه» را رد می‌کند و جایی که «به ته می‌رسد».
نمونه‌ای از این را می‌توان از یک فیلتر پایین‌گذر گرفت که معمولاً در سامانه‌های صوتی استفاده می‌شود تا سیگنال بم را به یک ساب‌ووفر منتقل‌کند و تمام فرکانس‌های ناخواسته را در بالای یک نقطه تعریف‌شده قطع‌کند. اگر نقطه قطع برای چنین فیلتری ۲۰۰ هرتز تعریف شود، سپس در یک سامانه کامل، همه فرکانس‌های بالای ۲۰۰ هرتز متوقف خواهد شد و تمام فرکانس‌های زیر ۲۰۰ هرتز مجاز به عبور خواهد بود.
باند گذار را می‌توان پیاده‌سازی کرد تا امکان سقوط صاف را فراهم کند تا از معرفی قله‌های شنیداری در دامنه جلوگیری شود. اگر باند گذار مثال فیلتر ۲۰۰ هرتز ۲۰ هرتز باشد، سپس سیگنال باید در ۱۸۰ هرتز شروع به تضعیف‌کند و درنهایت روی ۲۰۰ هرتز مسدود شود منحنی که باند گذار دنبال می‌کند به مهندسی فیلتر، از جمله زمان واکنش اجزا و انتخاب مقادیر برای اجزایی که فیلتر را بر اساس فرمول ریاضی تشکیل می‌دهند، بستگی دارد.
باند گذار معمولاً در هر سامانه فیلتری نمایان است، حتی اگر ناخواسته باشد. این می‌تواند هنگام محاسبه مقادیر مورد نیاز برای فیلترهای مورد استفاده در کنترل سامانه‌های انتقال سیگنال اهمیت کلی داشته باشد تا اطمینان حاصل شود که کل پهنای‌باند سیگنال موردنظر اجازه عبور داده می‌شود.
پهنای‌باند گذار یک فیلتر تا حد زیادی به مرتبه فیلتر بستگی دارد. برای فیلترهای مرتبه بالاتر، پهنای‌باند گذار باریکتر از فیلترهای مرتبه پایین‌تر است. این به دلیل این واقعیت است که غلتش‌پایین برای فیلترهای درجه بالاتر بالاتر است.